# Universität Aarhus
Die Universität Aarhus (dänisch Aarhus Universitet, lateinisch Universitas Arhusiensis) ist mit über 33.000 Studenten die zweitgrößte Universität in Dänemark und hat ihren Sitz in der Stadt Aarhus. Sie wurde 1928 als Privatuniversität gegründet und 1970 in eine staatliche Hochschule überführt.
Neben der Universität Kopenhagen ist sie die renommierteste Universität Dänemarks und in zahlreichen Rankings auf vorderen Plätzen gereiht. Sie gehört im Thebestschools-Ranking zu den 100 besten Universitäten weltweit und wird darin als Spitzenuniversität klassifiziert. Auch in der internationalen Kooperation und im Sokrates-Programm der EU ist sie stark vertreten.
Zur Liste ihrer Professoren und Absolventen gehören einige berühmte Namen. 1997 erhielt Jens Christian Skou den Nobelpreis für Chemie. Der langjährige Gastprofessor Dale Mortensen erhielt im Jahre 2010 den Nobelpreis für Wirtschaftswissenschaften. Namhafte Abgänger sind u. a. Bjarne Stroustrup, der Entwickler der Programmiersprache C++, sowie der ehemalige NATO-Generalsekretär Anders Fogh Rasmussen.
Die Universität, insbesondere ihre Biologieabteilung, betreibt das Forschungsschiff Aurora.

## Geschichte
Am 11. September 1928 wurde die Universitetsundervisningen i Jylland (deutsch: Universitätsausbildung in Jütland) gegründet – als erste Universität auf dem dänischen Festland. Davor hatten Schulabgänger in Jütland nur die Wahl, zum Studieren nach Kopenhagen oder nach Deutschland zu gehen. Deshalb hatten die Kommune von Aarhus, Dänemarks zweitgrößte Stadt, und die Initiative Universitets-Samvirket (Universitätszusammenarbeit) seit 1921 für die Gründung einer zweiten Hochschule im Land gekämpft. Als es 1928 dann so weit war, begannen fünf Professoren (für Philosophie sowie Deutsch, Dänisch, Englisch und Französisch) mit dem Unterricht und 60 Studenten mit dem Studium, zunächst in von der örtlichen technischen Schule angemieteten Räumlichkeiten.
Die anfangs rein geisteswissenschaftliche Ausbildung wurde nach und nach durch weitere Studiengänge erweitert: 1933 Medizin, 1936 Wirtschaftswissenschaften und Rechtswissenschaften, 1942 Theologie, 1954 Mathematik und Naturwissenschaften, 1958 Politikwissenschaft und 1968 Psychologie.
Durch ein neues Hochschulgesetz, das 1970 im Folketing verabschiedet wurde, kam die Aarhus Universitet, die bis dahin immer noch von der Stadt und der Samvirket organisiert wurde, unter staatliche Leitung. Übrigens schrieb sich die Universität Aarhus weiterhin mit Doppel-A, obwohl sich ihre Heimatstadt seit der Rechtschreibreform von 1948 bis zum 31. Dezember 2010 mit Å schrieb. Auch nach der Verstaatlichung arbeitet die „AU“, wie die Studenten sie zumeist abkürzen, eng mit der Stadt zusammen, wenn es um den Aufbau neuer Infrastruktur geht.
Am 1. Januar 2007 wurden die Aarhus School of Business, das Dänische Institut für Umweltforschung (Danmarks Miljøundersøgelser) und das Dänische Institut für Landwirtschaftsforschung (Danmarks Jordbrugsforskning) als Fakultäten der Universität Aarhus eingegliedert.
In Zusammenhang mit der Universität steht auch das von Olaf Pedersen gegründete Wissenschaftsmuseum (Aarhus 1983) und das Steno-Museum (1993).

## Gebäude

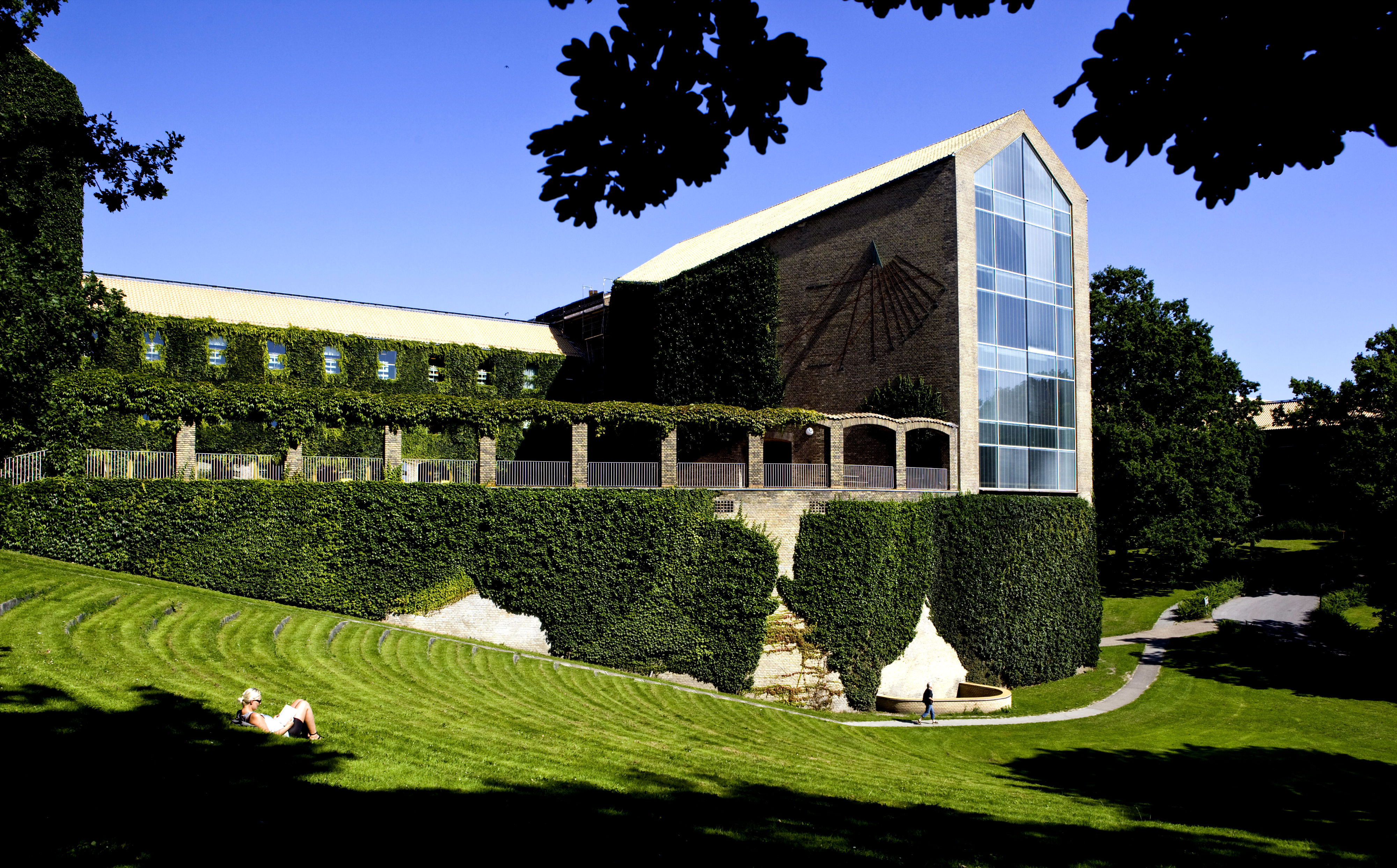
Hauptgebäude

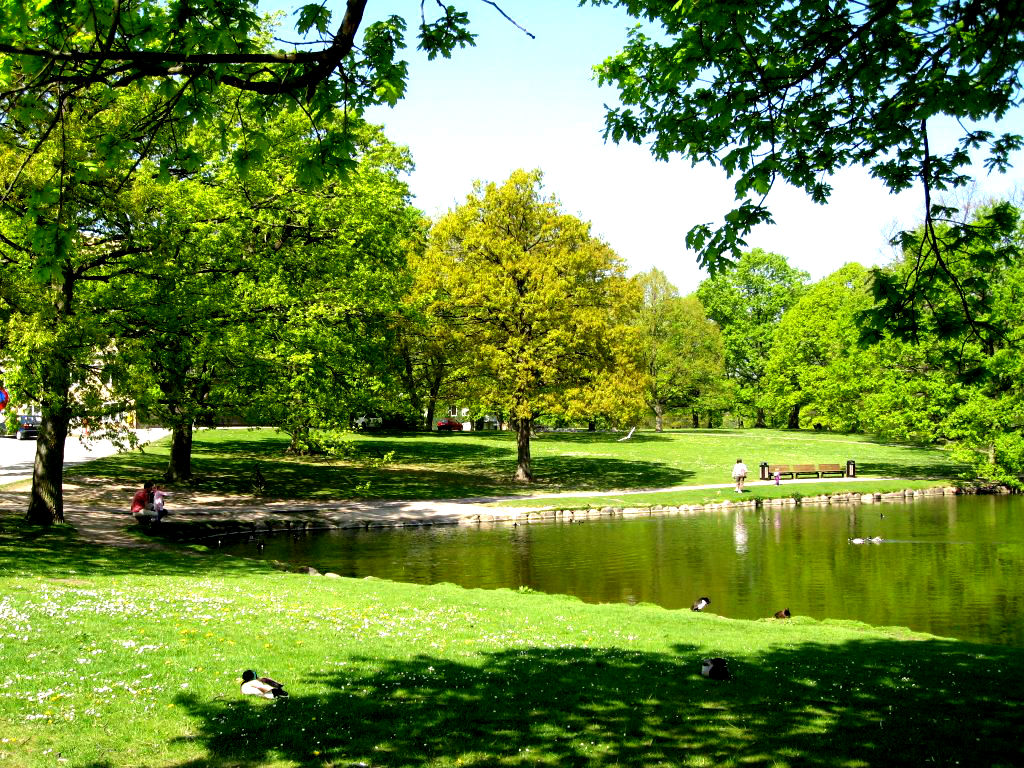
Campus-See

Nachdem die AU zunächst in gemieteten Lokalen den Betrieb aufgenommen hatte, entschloss die Stadt bald, ihr mit einem nördlich der Stadt gelegenen Park ein eigenes Areal zur Verfügung zu stellen. Die Architekten C.F. Møller und Kay Fisker gewannen 1931 einen dazu ausgeschriebenen Wettbewerb und entwarfen daraufhin die heute noch genutzten Universitätsgebäude rund um einen natürlichen See. Die einheitliche Bauweise aus gelben Ziegeln wird auch heute noch bei Baumaßnahmen beibehalten, zuletzt 2004 beim Neubau Søauditoriet (See-Hörsaal), einem überfakultären Hörsaalgebäude am Südende des Universitätssees. Die meisten Universitätsgebäude sind durch Fußgängertunnel miteinander verbunden, so dass es möglich ist, trockenen Fußes zu den meisten Gebäuden zu gelangen, was jedoch selten genutzt wird.
Noch heute liegen drei Viertel der Fakultätsgebäude in diesem Universitätspark, der vor allem wegen des Sees und der weitläufigen Grünflächen von Studenten und Dozenten geschätzt wird. Durch das enorme Wachstum der Stadtbebauung ist er inzwischen ins Zentrum von Aarhus gerückt und liegt nördlich der Innenstadt. Lediglich die Vorlesungen in Informatik (in der sog. IT-Stadt, die etwa einen Kilometer westlich des Parks liegt), Archäologie und Ethnografie (im Gut Moesgård zehn Kilometer südlich der Stadt) finden nicht auf dem Stammgelände statt.

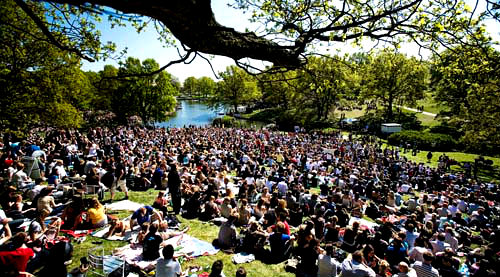
Studenten beim jährlichen Bootsrennen im Universitätspark

Einen besonderen Bekanntheitsgrad hat das Verwaltungsgebäude der Universität am Nordende des Parks: es diente während der deutschen Besatzung im Zweiten Weltkrieg der Gestapo als Hauptquartier und wurde am 31. Oktober 1944 durch einen britischen Luftangriff verwüstet. Noch heute unterscheidet sich die Architektur dieses Gebäudes, das auch den größten Hörsaal den store Aula (die große Aula) beherbergt, sichtlich von der sonst so einheitlichen Bauweise. Der Legende nach verzögerten die Bauarbeiter seine Fertigstellung jahrelang durch immer neue Arkaden und Terrassen, um die Arbeit der deutschen Besatzer zu behindern. Der Luftangriff gilt heute als einer der schwersten in der Geschichte Dänemarks, das sonst vom Krieg weitgehend verschont blieb.
Zur Universität gehört auch das auf der Halbinsel Sundewitt liegende Schloss Sandbjerg, das als Seminarzentrum dient.

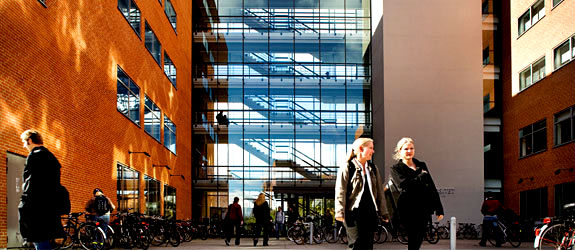
Nobelparken

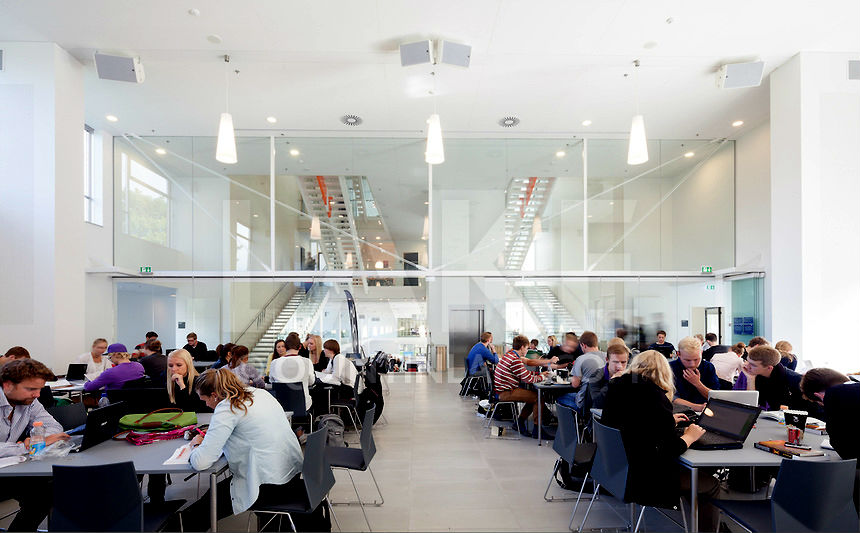
Mensa der School of Business & Social Sciences

## Rankings
In den vergangenen Jahren stieg die junge Universität in einigen internationalen Rankings stetig auf. 2020 lag sie unter den dänischen Universitäten auf Platz 2 oder 3.
- Leiden Ranking – 77 (2013)
- National Taiwan University Ranking – 87 (2014)
- ARWU – Shanghai-Ranking – 73 (2015)
- US News – 105 (2021.[11] 2014 als QS World University Rankings: 96)
- Times Higher Education Ranking – 106 (2021.[12] 2012: 116[13])

## Studenten und Dozenten
Im Jahr 1999 waren erstmals mehr als 20.000 Studenten immatrikuliert. Mit der Fusion von 2007 stieg die Zahl der Studenten auf rund 29.000, und der Stab umfasste ca. 5580 wissenschaftliche Mitarbeiter. Die Zahl der Studierenden stieg bis 2013; in diesem Jahr lernten dort 38.169 Personen. Danach sank die Studierendenzahl wieder ab, sie lag 2017 bis 2019 bei knapp über 33.000. Vor allem bei ausländischen Studenten ist sie sehr beliebt: von 2016 bis 2019 kamen jedes Jahr rund 1000 Austauschstudenten hierher, viele davon durch das Austauschprogramm Socrates-Erasmus.
Im Laufe der Jahre haben viele bekannte Persönlichkeiten an der AU studiert oder gelehrt. Dies sind (alphabetisch):
- Lars Bak (* 1965), Informatiker, Erfinder virtueller Maschinen, studierte und arbeitete hier
- Thorkild Bjørnvig (1918–2004), Lyriker, Schriftsteller und Übersetzer deutscher Lyrik, studierte hier
- Bruno Blume (* 1972), Schweizer Autor, Regisseur und Verleger, studierte hier Kunst und Geschichte
- Tim Bollerslev (* 1958), dänischer Ökonom und Entwickler des GARCH-Modells, Student
- Ole Crumlin-Pedersen (1935–2011), Archäologe, Bergung mittelalterlicher Schiffe, Gründer des Wikingermuseums in Roskilde
- Rudi Dutschke (1940–1979), Dozent bis 1979
- Kronprinz Frederik (* 1968), Thronfolger, Abschluss 1995
- Theodor Geiger (1891–1952), erster Hochschullehrer für Soziologie in Dänemark
- Finn Olav Gundelach (1925–1981), Diplomat und Vizepräsident der EG-Kommission, Student (Wirtschaftswissenschaften)
- Matthias Heymann (* 1961), Physiker und Historiker, Associate Professor
- Louis Hjelmslev (1899–1965), Gründer der Kopenhagener Schule der strukturalistischen Linguistik, 1934–1937 Dozent der vergleichenden Sprachwissenschaft und 1935/36 Dekan der Humanistischen Fakultät
- Naser Khader (* 1963), Politiker, Student (Rhetorik)
- Itō Kiyoshi (1915–2008), japanischer Mathematiker, Begründer der Stochastischen Analysis, Hochschullehrer 1966–1969
- Holger Friis Johansen (1927–1996), Klassischer Philologe, Hochschullehrer 1961–1996, 1973/4 stellvertretender Rektor
- Lotte Bjerre Knudsen (* 1964); Chemieingenieurin, entwickelt Wirkstoffe zur Bekämpfung der Diabetes und der Adipositas
- Linda Maria Koldau (* 1971), Professorin für Musikwissenschaft und Kulturgeschichte (auch Mythen- und Frauenforschung)
- Bjørn Lomborg (* 1965), Student bis 1991 sowie Professor 1994–2002, seit 1997 als Professor am Institut for Statskundskab (Institut für Politikwissenschaft) meist Statistik nach seiner Promotion in Kopenhagen 1994
- Knud Ejler Løgstrup (1905–1981), Philosoph und Theologe (4-bändige Metaphysik, Intuitionalismus), Pfarrer in der Widerstandsbewegung, mehrfacher Ehrendoktor
- Svend Åge Madsen (* 1939), Schriftsteller und vielfacher Preisträger, studierte Mathematik
- Margrethe II. (* 1940), Königin von Dänemark, Studentin 1961–1963 (Politikwissenschaften)
- Robin Milner (1934–2010), englischer Informatiker und Turingpreisträger, 1979-80 Professor in Aarhus
- Dale Mortensen (1939–2014), amerikanischer Wirtschaftswissenschaftler, Gastprofessor, erhielt während seiner Zeit in Aarhus 2010 den Nobelpreis
- Christina Nielsen (* 1992), Autorennfahrerin, erste Frau im Porsche-Cup, Design Media-Art-Car, studierte in Aarhus Management
- Poul Nielson (* 1943), Politiker und EU-Kommissar, Student
- Kristen Nygaard (1926–2002), Informatiker, Turingpreisträger, 1975/76 Professor in Aarhus
- Jens Olesen (* 1950), Lehrstuhlinhaber für Nordische Geschichte an der Universität Greifswald, Student
- Artis Pabriks (* 1966), lettischer Politologe und Politiker, Verteidigungsminister, studierte hier
- Olaf Pedersen (1920–1997), gründete das Institut für Wissenschaftsgeschichte und das Steno-Museum
- Bernd Raffelhüschen (* 1957), Finanzwissenschaftler an der Universität Freiburg und Mitglied der Rürup-Kommission, Student
- Anders Fogh Rasmussen (* 1953), Politiker, dänischer Ministerpräsident 2001–2009, Generalsekretär der NATO, erlangte hier 1978 seinen Abschluss in Wirtschaftswissenschaften
- Finn Reske-Nielsen (* 1950), dänischer UN-Diplomat, vielfacher Sonderbeauftragter
- Jens Christian Skou (1918–2018), Biophysiker, errang 1997 den ersten Nobelpreis für die AU
- Max Sørensen (1913–1981), langjähriger Richter am Internationalen und Europäischen Gerichtshof, Europarat, Prof. für Völker- und Verfassungsrecht
- Søren Sørensen (1920–2001), Musikwissenschaftler, 1967 bis 1971 Rektor der Universität
- Bjarne Stroustrup (* 1950), Erfinder der Programmiersprache C++, erwarb hier 1975 Abschlüsse in Informatik und Mathematik
- Vygaudas Ušackas (* 1964), litauischer Diplomat, Politiker, ehemaliger Außenminister, studierte hier Politik